# Il Vangelo secondo Larry
(Il Vangelo secondo Larry - Sermone n° 97)
Il Vangelo secondo Larry (titolo originale The Gospel According to Larry) è un romanzo per ragazzi della scrittrice statunitense Janet Tashjian. Nell'introduzione del libro, l'autrice racconta che ad aver scritto il romanzo è stato l'adolescente Josh Swensen, mentre lei si è semplicemente limitata a far pubblicare il manoscritto. In realtà si tratta di un espediente letterario della scrittrice per dare maggiore realismo al testo.

## Altri libri
- Vota Larry (titolo originale Vote for Larry), pubblicato nel 2004 da Fabbri.
- Larry and the Meaning of Life, pubblicato nel 2008 in lingua originale ma ancora inedito in Italia.

## Edizioni
- J Janet Tashjian, Il Vangelo secondo Larry, traduzione di Fiammetta Giorgi, BUR, 2009,  p. 229, ISBN 978-88-17-03103-5.